# Levie (Corsica)
Levie (Corsicaans: Livia) is een gemeente in het Franse departement Corse-du-Sud (regio Corsica) en telt 696 inwoners (1999). 

## Geografie
De oppervlakte bedraagt 85,85 km², de bevolkingsdichtheid is 8 inwoners per km². De gemeente ligt in de Alta Rocca.

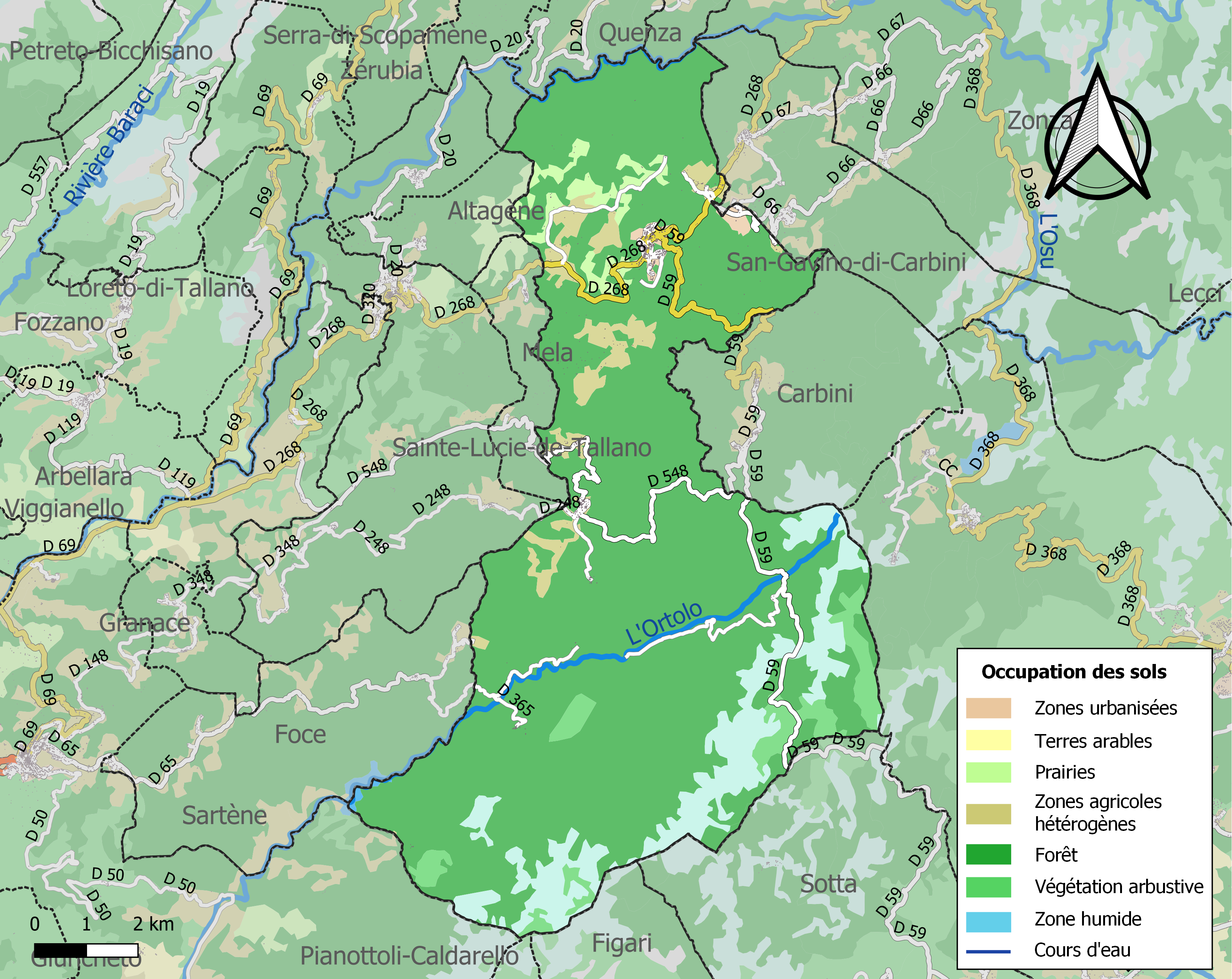
Kaart van de gemeente met de belangrijkste infrastructuur, bodemgebruik en omliggende gemeenten

## Museum
In Levie ligt het Departementaal Museum van de Alta Rocca (Frans: Musée départemental de l'Alta Rocca), een archeologisch en etnologisch museum dat de geschiedenis en het dagelijks leven van de bevolking van deze streek door de eeuwen heen laat zien. Deze geschiedenis gaat terug tot het 8e millennium voor onze jaartelling. Pronkstuk van de collectie is la dame de Bonifacio, een skelet van een vrouw daterend van 6.570 v.C. dat in deze streek werd opgegraven.

## Demografie
Onderstaande figuur toont het verloop van het inwonertal.
Vanwege een beveiligingsprobleem met de MediaWiki Graph-software is het momenteel niet mogelijk deze grafiek weer te geven. Zodra de software is bijgewerkt zal de grafiek vanzelf weer zichtbaar worden.